# Fontibón
Fontibón est le 9e district de Bogota, la capitale de la Colombie. Sa superficie est de 33,26 km2 pour une population de 312 629 habitants.